# Língua aguaruna

A língua aguaruna (também chamada aguajun ou ahuajun) é uma língua ameríndia da família das Jivaroanas falada por cerca de 53 mil pessoas do povo Aguaruna, que vive na Amazônia Peruana.
A língua é ensinada nas escolas aguarunas e a maioria dos falantes são bilíngues, falando também o espanhol. Apesar disso, é considerada vulnerável pela UNESCO. Já existe um modesto dicionário da língua.
Seu uso é forte, nas formas tanto oral como escrita, inclusive no comércio, isso se explica pelo fato dos falantes serem extremamente orgulhosos de sua língua nativa.

## Etimologia
Acredita-se que o termo aguaruna possui sua origem das palavras quíchuas awa (tecer)  e runa (gente), ou seja: pessoas que tecem. Essa interpretação se é dada pelo fato de os homens aguarunas tecerem suas próprias roupas. Alternativamente, é possível que o nome venha de outras palavras palavras quíchuas: háwa (estranho ou estrangeiro) e runa (gente). Essa interpretação é igualmente possível pelo fato de o Império Inca considerar como estranhos todos os povos que não eram vinculados a eles.
Pode-se pensar que o termo começou a ser utilizado com o começo das missões jesuítas no território Jívaro, já que o Quíchua foi usado como língua geral para a catequização no território amazônico. Preferem ser chamados de awajúns. 

## Distribuição
Os falantes de aguaruna vivem ao longo do trecho oeste do rio Marañón e também ao longo dos rios Potro, Mayo e Cahuapanas. São em sua maioria agricultores de coivara, cultivando mandioca, banana, amendoim, batatas, praticando também caça e pesca. São cristãos ou seguem a religião nativa.

### Dialetos e Línguas Relacionadas
O aguaruna é extremamente similar a língua huambisa, podendo até ser considerados dialetos da mesma língua.
Houve casos de falantes de aguaruna e huambisa conversando entre si e se entendendo fluentemente, apesar de conseguirem notar as diferenças línguisticas entre os dialetos.

## Fonologia

### Vogais
|        | Anterior | Central | Posterior |
| ------ | -------- | ------- | --------- |
| Altas  | i        | ɨ       | u         |
| Baixas |          | a       |           |

Conforme o exibido, o aguaruna diferencia dois graus de abertura vocálica (alta e baixa) e três posições no eixo do trato vocálico (anterior, central e posterior).

### Consoantes
|           | Labial | Alveolar | Palatoalveolar | Velar | Glotal |
| --------- | ------ | -------- | -------------- | ----- | ------ |
| Plosiva   | p b    | t d      |                | k     |        |
| Africada  |        | t͡s       | t͡ʃ             |       |        |
| Fricativa |        | s        | ʃ              | ɣ     | h      |
| Nasal     | m      | n        |                |       |        |
| Glides    |        | w        | y              |       |        |

Na tabela não aparece o fonema plosivo velar sonoro, já que ele não acontece na língua. As plosivas sonoras /b/ e /d/ não faziam parte do sistema fonológico do aguaruna, mas sincrônicamente podem ser consideradas como fonemas. 

## Ortografia
A língua aguaruna usa o alfabeto latino ensinado por missionários. Sua forma é simples, não apresentando a vogal O, nem as consoantes F, G, J, K, L, Q, R, V, X, Z, nem o C isolado; usam as formas Ch, Sh, Ts.
Os dígrafos <Ch>, <Sh> e <Ts> representam respectivamente /t͡ʃ/, /ʃ/ e /t͡s/. Já <e> representa /ɨ/, <w> representa /ɣ/  e <j> representa /h/. Os demais fonemas são representados pela sua letra equivalente no alfabeto latino.

## Gramática

### Pronomes

#### Pronomes pessoais
Os pronomes pessoais do aguaruna têm distinção de número:
| Pessoa | Singular | Plural            |
| ------ | -------- | ----------------- |
| 1ª     | wi/wii   | Definido: ii      |
| 1ª     | wi/wii   | Indefinido: hutii |
| 2ª     | amɨ      | atumɨ             |
| 3ª     | nĩ/nĩĩ   | dita              |

O pronome definido ii é usado quando se tem um grupo específico de participantes na ação. Exemplo:
| íi áinauti ɨɰ̃ ̃akma ̃ hiḿ ɨ ámɨ | 'nós procuramos por você' |

Já o pronome indefinido hutii é usado quando não há um grupo específico na ação. Exemplo:
| hutíi áinauti ámɨk wainkábiahimɨ | 'todos nós vimos você' |

A diferença está no fato que no primeiro exemplo, o narrador tem um grupo em mente quando fala da ação intencional procurar. Já no segundo exemplo, a ação é menos intencional. 

#### Pronomes Possesivos
No aguaruna, os pronomes de posse são divididos em classe I e classe II, de acordo com o uso ou não uso de sufixos.
Primeira pessoa. Não se faz distinção de classe, e é apenas marcado pelo sufixo -ŋu, que foneticamente aparece como -hũ. Em final de sílaba, é apenas mostrado como -ŋ.  
| Classe    | Exemplo       | Tradução      |
| --------- | ------------- | ------------- |
| Classe I  | apá - ŋ       | 'meu pai'     |
| Classe I  | apá - ŋu - ka | 'meu pai?'    |
| Classe I  | dukú - ŋ      | 'minha mãe'   |
| Classe II | kanú - ŋ      | 'minha canoa' |

Ou seja, nos casos em que o possuidor é a primeira pessoa, o que se é seguido é "nome" -ŋu, independente da classe.
Segunda pessoa. Utiliza-se o sufixo -ŋu acompanhado do sufixo -mɨ, em palavras da classe I, enquanto apenas o apenas o  -mɨ é necessário em palavras da classe II.
O  -mɨ é apresentado como -m quando em final de sílaba.
| Classe    | Exemplo        | Tradução       |
| --------- | -------------- | -------------- |
| Classe I  | tihán - ŋu - m | 'teu neto(a)'  |
| Classe I  | susú - ŋu - m  | 'tua barba'    |
| Classe II | umái - mɨ - ka | 'tua irmã?'    |
| Classe II | yawái - m      | 'teu cachorro' |

Existem também palavras que não recebem nenhum sufixo na segunda pessoa:
| Classe     | Exemplo | Tradução  |
| ---------- | ------- | --------- |
| Classe III | ápa     | 'teu pai' |
| Classe III | dúku    | 'tua mãe' |

Terceira pessoa.  Indicada pelo sufixo -iĩ. Assim como na segunda pessoa, os substantivos de classe I seguem o padrão "nome" -ŋu -iĩ, enquanto os de classe II apenas o sufixo -iĩ é usado.
| Classe    | Exemplo        | Tradução        |
| --------- | -------------- | --------------- |
| Classe I  | ápa - ŋu - iĩ  | 'pai dele'      |
| Classe I  | dúku - ŋu - iĩ | 'mãe dele'      |
| Classe II | umái - iĩ      | 'irmã dele'     |
| Classe II | yawáã - iĩ     | 'cachorro dele' |

### Adjetivos
Assim como diversas outras línguas, o aguaruna não possui a classe de palavras aguaruna propriamente dita, mas existem itens lexicais que são tratados como adjetivos. 
Apesar disso, é possível dividir os adjetivos do aguaruna em grupos semânticos. Alguns exemplos:
| Palavra   | Tradução                |
| --------- | ----------------------- |
| ɨsáŋam(a) | 'grande, alto, extenso' |
| bɨtɨk(a)  | 'igual, semelhante'     |
| sútaŋ(u)  | 'pequeno, baixo'        |
| bɨtɨ      | 'cheio'                 |
| ankántuu  | 'amplo, espaçoso'       |
| kúna      | 'profundo, fundo'       |

| Palavra    | Tradução             |
| ---------- | -------------------- |
| tsɨtsɨk(ɨ) | 'frio'               |
| áɨt(a)     | 'verde (não maduro)' |
| sɨɨkĩ      | 'quente'             |
| dagáŋ      | 'imaturo'            |
| púkuts(u)  | 'mole, suave'        |
| búku       | 'seco'               |
| udú        | 'cru'                |

| Palavra | Tradução      |
| ------- | ------------- |
| púhu    | 'branco'      |
| duwɨnip | 'cor rosa'    |
| dagáank | 'cor laranja' |
| suwín   | 'preto'       |
| wasúu   | 'cinzento'    |

| Palavras | Tradução          |
| -------- | ----------------- |
| putsúu   | 'pálido, anêmico" |
| kága     | 'mulher estéril'  |
| dáki     | 'preguiçoso'      |
| tsumáin  | 'feio'            |
| yáhau    | 'bruto, rústico'  |

| Palavras | Tradução   |
| -------- | ---------- |
| tsákat   | 'jovem'    |
| kuwíŋ    | 'nenê'     |
| dátsa    | 'solteiro' |
| ankáham  | 'solteira' |

| Palavras | Tradução        |
| -------- | --------------- |
| ákik(a)  | 'caro'          |
| yáhau    | 'ruim'          |
| yúpicuu  | 'fácil, barato' |

| Palavras  | Tradução         |
| --------- | ---------------- |
| waámak    | 'rápido'         |
| diipás(a) | 'lento, devagar' |
| wauŋús    | 'pressa'         |

### Verbos

#### Tempo
No aguaruna, o tempo é expressado com sufixos nas raízes dos verbos independentes. A falta de sufixos em verbos indica o tempo presente.

##### Presente
O tempo presente normalmente não possui um sufixo ou marca que o indique. É usado para expressar ações habituais ou que estão acontecendo.
| yúwahai | yu-a-ha-i | 'eu estou comendo' ou 'eu como' |

##### Passado
Passado perfeito
É usado para expressar ações que acabaram de ser realizadas. É utilizado na mesma forma do presente.
| mai-ha-i | 'acabei de tomar banho' |

Sufixos do passado
| Sufixo   | Uso                   | Distância do presente                                                   |
| -------- | --------------------- | ----------------------------------------------------------------------- |
| -∅       | passado perfeito      | Ações que acabaram de ser concluídas                                    |
| -ma      | passado recente       | Do mesmo dia a alguns dias (relevante a situação do presente)           |
| -ma…ia   | passado intermediário | Do mesmo dia a algumas semanas (menos relevante a situação do presente) |
| -ama….ia | passado distante      | Meses a anos (relevante a linha do tempo da narrativa)                  |
| -ia      | passado remoto        | Passado remoto (imperfeito ou impreciso)                                |
| -haku    | passado narrativo     | Anos                                                                    |

##### Futuro
Futuro imediato
O futuro imediato é expressado pelo sufixo -ta. Exemplo:
| húna hukíthai | hu-na hu-ki-ta-ha-i | 'eu vou pegar isso' |

Futuro definido
O futuro definido é expressado pelo sufixo -tata, é utilizado quando o  narrador tem um futuro específico em mente. Exemplo:
| kaʃín wɨtathai | kaʃini wɨ-tata-ha-i | 'eu irei amanhã' |

##### Indicadores de modo
| Modo       | Tipo de oração     | Marcador |
| ---------- | ------------------ | -------- |
| Indicativo | Declarativa        | -i       |
| Indicativo | Contra-expectativa | -hama    |
| Indicativo | Narrativa          | tuwahamɨ̃ |
| Indicativo | Especulativa       | -tai     |

| Modo          | Tipo de oração            | Marcador                                  |
| ------------- | ------------------------- | ----------------------------------------- |
| Interrogativo | Polar                     | -ka (ou ø se expressado de outra maneira) |
| Interrogativo | Complemento interrogativo | -api                                      |

Modo imperativo
É expressado da mesma maneira que o futuro imediato, ou seja, pelo sufixo -ta. Exemplo:
| ɨkɨmsata | ɨkɨma-sa-ta | 'sente-se' |

### Sentença

#### Alinhamento
O aguaruna é uma língua de tipo nominativo-acusativa, tanto nas orações transitivas quanto nas intransitivas.

#### Ordem
O aguaruna é predominantemente de ordem SOV (sujeito, verbo e objeto). Exemplificada em uma frase declarativa simples fica:
| Frase                     | Tradução        |
| ------------------------- | --------------- |
| wíi yumí-na-k wakɨga-ha-i | 'eu quero agua' |

Em uma frase com verbo transitivo, a ordem é SV:   
| Frase            | Tradução            |
| ---------------- | ------------------- |
| yawáã há-ka-m- ɨ | 'o cachorro morreu' |

## Amostra de texto
Nujínmaya̲ dase̲ etsajai̲ chichainak dik yaki̲ imá sénchita aents íjag shig penúmag nagkae̲ma nunásh yaki̲ awímitkat, nunú̲ dekás atí imá senchígtinuk tusa tudáiyaju̲. Tusa chichaság nagkánmauwaik dase̲ senchi dásentuk umpuútan nagkamau̲ dútikamash aents íjagka duka áyatak an senchi.
Português
O vento norte e o sol estavam discutindo quem era o mais forte, quando surgiu um viandante coberto por seu capote. Eles concordaram que o primeiro que fizesse o homem tirar o capote seria considerado o mais forte. Então, o vento norte começou a soprar em grande fúria, mas quanto mais ele soprava, mais o homem se agarrava a seu capote, até que o vento norte desistiu. Aí, o sol brilhou em todo seu esplendor e imediatamente o homem arrancou o capote. Com isso, o vento norte reconheceu a superioridade do sol.

## Vocabulário
Vocabulário do aguaruna (Mori 1994):
| No.  | Português                 | Aguaruna                               |
| ---- | ------------------------- | -------------------------------------- |
| 1.   | a/em                      | -num                                   |
| 2.   | afiado/cortante           | úyu~k(ɨ)                               |
| 3.   | água                      | yúmi                                   |
| 4.   | alguns                    | tíkitʃ áidau                           |
| 5.   | amarelo                   | yankúu                                 |
| 6.   | andar/caminhar            | wɨkaɨgá-t(a) (sg.); sgũyuhá-t(a) (pl.) |
| 7.   | animal                    | kúntin(u)                              |
| 8.   | ano                       | mihán(u)                               |
| 9.   | aquele                    | áu                                     |
| 10.  | aqui                      | hu-ĩ́                                   |
| 11.  | arder/queimar             | kɨ́ɨ-t(a)                               |
| 12.  | areia                     | káyam(a)                               |
| 13.  | árvore                    | númi                                   |
| 14.  | asa                       | nanáp(ɨ)                               |
| 15.  | barriga                   | wákɨ                                   |
| 16.  | bater/golpear             | suwimá-t(a)                            |
| 17.  | beber                     | úmu-t(a)                               |
| 18.  | boca                      | wɨ́nu                                   |
| 19.  | boiar/flutuar             | i-nán-ma-t(a)                          |
| 20.  | bom                       | pɨ́nkɨŋa                                |
| 21.  | branco                    | púhu, tʃamáŋ                           |
| 22.  | brincar/jogar             | wasuŋú-t(a)                            |
| 23.  | cabeça                    | muúk(ɨ)                                |
| 24.  | cabelo                    | intáʃ(i)                               |
| 25.  | caçar                     | kúntin máu-t(a)                        |
| 26.  | cachorro                  | yawáã                                  |
| 27.  | cair                      | iyáũ-t(a) (sg.); kak-ɨ́ga-t(a) (pl. )   |
| 28.  | caminho                   | hínta                                  |
| 29.  | cantar                    | kantamá-t(a)                           |
| 30.  | carne                     | nɨ́ŋɨ                                   |
| 31.  | casca                     | saɨ́p(ɨ)                                |
| 32.  | cavar                     | táu-t(a)                               |
| 33.  | cem                       | pátʃak (empréstimo do quechua)         |
| 34.  | céu.                      | nayáimp(i)                             |
| 35.  | cheirar                   | kunkú-t(a)                             |
| 36.  | cheio                     | bɨ́tɨ                                   |
| 37.  | chifre                    | kátʃu (empréstimo do quechua?)         |
| 38.  | chupar                    | bukuná-t(a)                            |
| 39.  | chuva                     | yúmi                                   |
| 40.  | cinco                     | múunt úwɨŋ                             |
| 41.  | cinca                     | yúku                                   |
| 42.  | cobra                     | dápi                                   |
| 43.  | coçar/raspar              | nantʃikií-t(a)                         |
| 44.  | com                       | -haĩ                                   |
| 45.  | como                      | wahúk(u)                               |
| 46.  | contar/enumerar           | dɨkaápa-t(a)                           |
| 47.  | coração                   | anɨntái                                |
| 48.  | corda                     | tʃápik(a)                              |
| 49.  | correr (água)/fluir       |                                        |
| 50.  | correto/certo             | dɨkáskɨ                                |
| 51.  | cortar                    | tsúpi-t(a)                             |
| 52.  | costas                    | tuntúp(ɨ)                              |
| 53.  | costurar/coser            | apá-t(a)                               |
| 54.  | cozinhar                  | inaŋú-t(a)                             |
| 55.  | criança/menino            | útʃi                                   |
| 56.  | curto                     | tuwáʃ                                  |
| 57.  | dançar                    | nampɨ́-t(a)                             |
| 58.  | deitar                    | tɨp-ɨ́-t(a)                             |
| 59.  | dez                       | uwɨŋá maí amuá                         |
| 60.  | dente                     | nái                                    |
| 61.  | dia                       | tsawánt(a)                             |
| 62.  | direita                   | untsúŋ(a)                              |
| 63.  | dizer                     | tú-ta                                  |
| 64.  | dois                      | hímaŋ(a)                               |
| 65.  | dormir                    | kánu-t(a)                              |
| 66.  | e                         | -ʃakam(a)                              |
| 67.  | ele                       | níĩ                                    |
| 68.  | eles                      | díta                                   |
| 69.  | em/dentro de              | -num                                   |
| 70.  | embotado/sem fio          |                                        |
| 71.  | este                      | huŋú                                   |
| 72.  | empurrar                  | ʃitá-t(a)                              |
| 73.  | esfregar                  | yaká-t(a)                              |
| 74.  | esposa                    | núwɨ                                   |
| 75.  | espremer/apertar          | íhu-t(a)                               |
| 76.  | esquerdo                  | m-ɨ́na                                  |
| 77.  | estreito/apertado         | mɨ́naku                                 |
| 78.  | estrela                   | yáya                                   |
| 79.  | eu                        | wíi                                    |
| 80.  | falar                     | tʃitʃá-t(a)                            |
| 81.  | ficar em pé               | wahá-t(a)                              |
| 82.  | fígado                    | akáp(ɨ)                                |
| 83.  | fino/delgado              | puyái                                  |
| 84.  | flecha/lança              | nánki                                  |
| 85.  | flor                      | yankúŋ(a)                              |
| 86.  | floresta/selva            | ikám(a)                                |
| 87.  | fogo                      | híi                                    |
| 88.  | folha                     | dúka                                   |
| 89.  | frio                      | tsɨtsɨ́k(a)                             |
| 90.  | fruto/fruta               | yuhánk(ɨ)                              |
| 91.  | fumaça                    | bukuítut                               |
| 92.  | furar/fincar              | uyũ¹-t(a)                              |
| 93.  | gelar                     | bitʃa-tú-t(a)                          |
| 94.  | gelo                      | bítʃa                                  |
| 95.  | grama                     | saã́k(i)                                |
| 95.  | grama                     | saã́k(i)                                |
| 96.  | grande                    | múunt(a)                               |
| 97.  | gritar/chamar             | ʃinú-t(a)                              |
| 98.  | grosso/espesso            | kampúŋam(a)                            |
| 99.  | homem                     | áiʃmank(u)                             |
| 100. | inchar                    | úmpu-t(a)                              |
| 101. | irmã                      | umá-                                   |
| 102. | irmão                     | yátsu-                                 |
| 103. | joelho                    | tikíʃ(i)                               |
| 104. | jogar/atirar              | ahápɨ-t(a) (sg.); útsaũ-t(a) (pl.)     |
| 105. | lá/alí/ai                 | anu-ĩ́                                  |
| 106. | lago/lagoa                | kútʃa (empréstimo do quechua)          |
| 107. | lançar/arremessar         | nanki-má-t(a)                          |
| 108. | largo/amplo               | wɨnkáŋam(a)                            |
| 109. | lavar                     | niŋá-t(a)                              |
| 110. | ligar/atar/amarrar        | hinká-t(a)                             |
| 111. | língua                    | idai                                   |
| 112. | liso                      | pínu                                   |
| 113. | longe                     | atúʃat(a)                              |
| 114. | longo/comprido            | ɨsáham(a)                              |
| 115. | lua                       | nántu                                  |
| 116. | lutar/pelejar             | maá-ni-t(a)                            |
| 117. | mãe                       | dúku                                   |
| 118. | mão                       | uwɨ́ŋ(a)                                |
| 119. | mar                       | nayánts(a)                             |
| 120. | marido                    | áiʃin-tin(u)                           |
| 121. | matar                     | máu-t(a)                               |
| 122. | mau/ruim                  | pɨ́nkɨŋ-tʃau                            |
| 123. | montanha/monte/morro      | múŋa                                   |
| 124. | morder                    | ɨsá-t(a)                               |
| 125. | morrer                    | há-ta                                  |
| 126. | muitos                    | kuwáʃat(a)                             |
| 127. | mulher                    | núwa                                   |
| 128. | nadar                     | yukumá-t(a)                            |
| 129. | não                       | atsá                                   |
| 130. | nariz                     | núhi                                   |
| 131. | negro/preto               | bukúsɨa                                |
| 132. | neve                      |                                        |
| 133. | nevoeiro/neblina          |                                        |
| 134. | noite                     | káʃi                                   |
| 135. | nome                      | dáa                                    |
| 136. | nós (inclusivo)           | íi                                     |
| 137. | nós (exclusivo)           | hutíi                                  |
| 138. | nove                      | uwɨŋá himáŋa iŋúk                      |
| 139. | novo                      | yamáham(a)                             |
| 140. | nuvem                     | yuhankím                               |
| 141. | oito                      | uwɨŋá kampáatum iŋúk                   |
| 142. | olho                      | híi                                    |
| 143. | onde                      | tuwíĩ                                  |
| 144. | orelha                    | kuwíʃ(i)                               |
| 145. | osso                      | ukúntʃ(i)                              |
| 146. | outro                     | tíkitʃ(i)                              |
| 147. | ovo                       | nuhínt(a)                              |
| 148. | ouvir                     | antú-t(a)                              |
| 149. | pai                       | ápa-                                   |
| 150. | pássaro/ave               | píʃak(a)                               |
| 151. | pau/vara                  | wái                                    |
| 152. | pé                        | dáwɨ                                   |
| 153. | pedra                     | káya                                   |
| 154. | peito                     | dɨtsɨ́p(ɨ)                              |
| 155. | peixe                     | namák(a)                               |
| 156. | pele                      | duwap(ɨ)                               |
| 157. | pena/pluma                | úŋɨ                                    |
| 158. | pensar                    | anɨntái-ma-t(a)                        |
| 159. | pequeno                   | yáiŋ(a)                                |
| 160. | perna                     | báku                                   |
| 161. | perto                     | tikíhũ                                 |
| 162. | pesado                    | kihín                                  |
| 163. | pescoço                   | súwɨ                                   |
| 164. | pessoa/gente              | aɨ́nts(u)                               |
| 165. | piolho                    | tɨ́ma                                   |
| 166. | pó/poeira                 | tsɨ́tsɨ                                 |
| 167. | podre                     | kauŋú                                  |
| 168. | porque                    | dúwi                                   |
| 169. | pouco                     | úhumak(ɨ)                              |
| 170. | puxar                     | hapí-t(a)                              |
| 172. | quando                    | wahutí                                 |
| 173. | quatro                    | ipák usu-má-t(a)                       |
| 174. | quê?/o quê?               | wahíĩ                                  |
| 175. | quem                      | yáa                                    |
| 176. | quente                    | sukutín(u)                             |
| 177. | rabo                      | uhúk(ɨ)                                |
| 178. | rachar/fender/partir      | daká-t(a)                              |
| 179. | raiz                      | kankáp(ɨ)                              |
| 180. | respirar                  | mayã-tú-t(a)                           |
| 181. | reto                      | tutúpit                                |
| 182. | rio                       | namák(a)                               |
| 183. | rir                       | duʃí-t(a)                              |
| 184. | sal                       | wɨ́ɨ                                    |
| 185. | saliva                    | sáwin(a), usúk(i)                      |
| 186. | saber/conhecer            | dɨ́ka-t(a)                              |
| 187. | sangue                    | númpa                                  |
| 188. | se                        | -ŋ, -k                                 |
| 189. | secar/limpar/enxugar      | huhú-t(a)                              |
| 190. | seco                      | búku                                   |
| 191. | segurar/aguentar          | katsun-tú-t(a)                         |
| 192. | seis                      | uwɨŋá makítʃik iŋúk                    |
| 193. | sete                      | uwɨŋá himáŋa iŋúk                      |
| 194. | semente                   | hinkái                                 |
| 195. | sentar                    | ɨkɨ́ma-t(a) (sg.); pɨká-ma-t(a) (pl.)   |
| 196. | sol                       | ɨ́tsã                                   |
| 197. | soprar                    | umpú-t(a)                              |
| 198. | sujo                      | tsuwapágau                             |
| 199. | temer/ter medo            | iʃáma-t(a)                             |
| 200. | terra                     | núnka                                  |
| 201. | teta                      | múntsu                                 |
| 202. | todos                     | aʃíi                                   |
| 203. | trabalhar                 | taká-t(a)                              |
| 204. | três                      | kampáatum(a)                           |
| 205. | tripas/vísceras/entranhas | ámpuŋ(a)                               |
| 206. | tu/você                   | ámɨ                                    |
| 207. | um                        | makítʃik                               |
| 208. | úmido/molhado             | tʃupiŋú                                |
| 209. | unha                      | nantʃík(i)                             |
| 210. | velho                     | múuntutʃ                               |
| 211. | vento                     | dásɨ                                   |
| 212. | ver                       | wainá-t(a)                             |
| 213. | verde                     | samɨ́kmau                               |
| 215. | verme                     | ʃiĩpí                                  |
| 216. | vermelho                  | kapántuu                               |
| 217. | vestuário/roupa           | háantʃ(i)                              |
| 218. | vinte                     | dawɨ́ maí amuá                          |
| 219. | vir                       | miní-t(a)                              |
| 220. | viver                     | puhú-t(a) (sg.); batsamá-t(a) (pl.)    |
| 221. | voar                      | nanamá-t                               |
| 222. | voltar/virar              | ayantɨ́-t(a)                            |
| 223. | vomitar                   | ímu-t(a)                               |
| 224. | vocês                     | átum                                   |